# Nueva Barag Izquierda
Nueva Barag Izquierda (en chino:新巴尔虎左旗, en pinyin: Xīn Bā'ěrhǔ Zuǒqí; en mongol: Син-э Бару Жэгүн қосиу ), también conocida con el nombre chino Ba'erhu (巴尔虎) es un pueblo rural bajo la administración directa de la ciudad-prefectura de Hulun Buir en la Región Autónoma de Mongolia Interior, República Popular China. La ciudad yace al norte de los montes Gran Khingan a una altura que va desde los 900 a 1300 m s. n. m. y es bañada por el río Argún. Su área total es de 22 000 kilómetros cuadrados y cuenta con una población de 30 000 habitantes.

## Etimología
El nombre Barag (巴尔虎) históricamente se refiere de manera específica a la vasta área de pastizales al oeste de las montañas Daxingan, que ahora se distribuye principalmente en los pastizales de Hulun Buir en China y Mongolia Oriental. 
En esta zona habita el pueblo barag (nombre más antiguo mongol) que son un subgrupo de mongoles nómadas que dio su nombre a la región del lago Baikal, que vendría a significar «el fin de la tierra», según la concepción de los mongoles de los siglos XIII y XIV.

## Historia
Durante el gobierno del emperador Kangxi, muchos mongoles emigraron al este y sur del Baikal, mientras otros se incorporan en su mayoría en la zona de Buteha. En 1732, el gobierno Qing, con el fin de reforzar la defensa de la región del lago Hulun, incluyó a los Soren (ahora Evenki) mientras los soldados mongoles y sus familias se desplazaron a las zonas de pastoreo en Hulun. 
En 1734, el gobierno Qing ofrece unir a 2400 mongoles barag en dos nuevos territorios. La primera llegada de mongoles la llama Chen Barag (陈巴尔虎) y la segunda la llamó Nueva Barag (新巴尔虎). La tribu Barag fue trasladada a Hulunbuir para pastoreo, y los aptos para soldados fueron reclutados. Las divisiones en nueva Barag fueron organizadas en izquierda y derecha. En 1948, se estableció la Bandera de Nueva Barag Derecha y en 1997 el área era de 25 102 kilómetros cuadrados con una población de 32 000 habitantes, de los cuales la población de Mongolia representaba el 79 %. En 1950 se estableció el gobierno para Nueva Barag Izquierda.